# Ommatius annulatus
Ommatius annulatus är en tvåvingeart som beskrevs av Jacques-Marie-Frangile Bigot 1877. Ommatius annulatus ingår i släktet Ommatius och familjen rovflugor. Inga underarter finns listade i Catalogue of Life.